# Nicolas Isouard
Nicolas Isouard, francoski skladatelj malteškega rodu, * 16. maj 1773, Casal Zebbugi, Malta, † 23. marec 1818, Pariz, Francija.
Sprva je krajši čas deloval v Neaplju, ustalil se je v Parizu. Pisal je maše, kantate, največji uspeh je dosegel s komičnimi operami (napisal jih je preko štirideset).